# Лингватулидозы
Лингватулидо́зы (лат. Pentastomiasis) — инвазионные болезни человека и животных из группы крустацеозов, вызываемые лингватулидами — членистоногими, относящимися к классу (по другой систематике — подтипу) ракообразных.
У человека зарегистрирован армиллифериоз, лингватулёз и пороцефалёз. Может паразитировать и Armillifer moniliformis. У человека болезни характеризуются инкапсуляцией личинок паразитов в стенке кишечника, печени, лёгких и других органов. Течение бессимптомное, иногда развиваются пневмония, желтуха, непроходимость кишечника. Способы диагностики, терапии и профилактики не разработаны.

В 2004 г. произошла крупная вспышка лингватулёза в Краснодарском крае. Отмечены случаи заболевания животных в Северной Осетии, Удмуртии и ряде др. регионов. На некоторых территориях России зарегистрированы случаи заболевания людей. Для данной инвазии характерны миграция паразита, явления острейшего фарингита, отёки, в том числе дыхательных путей, аллергия, поражение лимфатической системы, печени и летальные исходы. Существует другая разновидность возбудителя пентастомоза в России, передающаяся через змей, лягушек, других рептилий и амфибий. Человек заражается при контакте с этими животными и использовании их мяса в пищу или для приготовления мазей и др. лекарственных средств.
Возбудители — членистоногие эндопаразиты. Под воздействием паразитизма язычковые утратили даже некоторые признаки типа членистоногих.
Нимфы язычковых рода Sebakia вызывают дерматит.